# حسابيات

العمليات الحسابية الأربعة: الجمع والطرح والضرب والقسمة.

علم الحساب أو الحسابيات هو فرع من الرياضيات يتكون من دراسة الأعداد، وخاصة خصائص العمليات التقليدية عليها، بما فيها: الجمع والطرح والضرب والقسمة والرفع إلى أس، واستخراج الجذور. علم الحساب هو جزء أساسي من نظرية الأعداد، وتعتبر نظرية الأعداد واحدة من الأقسام عالية المستوى في الرياضيات الحديثة، إلى جانب الجبر والهندسة والتحليل. استُخدِمَت مصطلحات الحسابيات والحسابيات العالية حتى بداية القرن العشرين كمرادفات لنظرية الأعداد، ولا تزال تستخدم أحياناً للإشارة إلى جزء أكبر من نظرية الأعداد.

## التاريخ

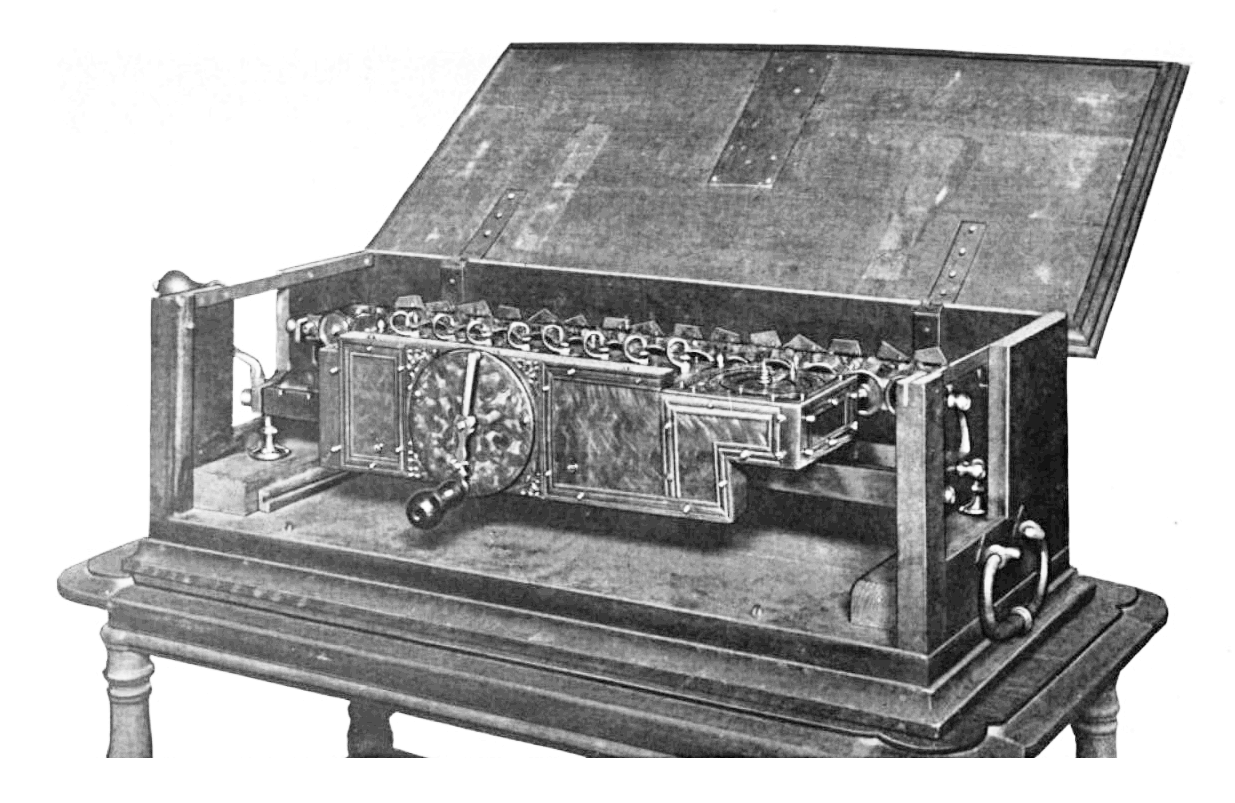
كان الحاسب المتدرج من اختراع لايبنتس هو نموذج الآلة الحاسبة الأولى التي يمكنها إجراء جميع العمليات الحسابية الأربع الأساسية.

تقتصر دراسة الحسابيات في عصور ما قبل التاريخ على الأعداد الصغيرة من اكتشاف القطع الأثرية، والتي قد تشير إلى مفهوم الجمع والطرح، وأشهرها عظمة إشانغو من وسط أفريقيا، والتي يرجع تاريخها إلى ما بين 20000 و18000 قبل الميلاد، على الرغم من أن تفسيرها محل خلاف.
تشير أقدم السجلات المكتوبة إلى أن المصريين والبابليين استخدموا جميع العمليات الحسابية الأولية منذ عام 2000 قبل الميلاد. لا تكشف هذه المصنوعات اليدوية دائماً عن العملية المحددة المستخدمة لحل المشكلات، ولكن خصائص نظام العد المعين يؤثر بشدة على تعقيد الطرق المستخدمة حينها. النظام الهيروغليفي للأرقام المصرية، مثل الأرقام الرومانية اللاحقة، ينحدر من علامات الإحصاء المستخدمة في العد. في كلتا الحالتين، نتج عن هذا الأصل قسمٌ استخدم أساساً عشرياً، لكنها لم تتضمن تدويناً موضعياً. تتطلب الحسابات المعقدة بالأرقام الرومانية مساعدة لوحة العد (أو المعداد الروماني) للحصول على النتائج.
لم تكن أنظمة الأعداد المبكرة التي تضمنت تدويناً موضعياً عشرياً، بما في ذلك النظام الستيني (الأساس 60) للأرقام البابلية، ونظام العد العشريني (الأساس 20) الذي حدد أرقام المايا. بسبب مفهوم القيمة المكانية، ساهمت القدرة على إعادة استخدام نفس الأعداد لقيم مختلفة في طرق حساب أبسط وأكثر كفاءة.
يبدأ التطور التاريخي المستمر للحساب الحديث مع الحضارة الهلنستية لليونان القديمة، على الرغم من أنها نشأت في وقت متأخر عن الأمثلة البابلية والمصرية. قبل أعمال إقليدس بحوالي 300 قبل الميلاد، تداخلت الدراسات اليونانية في الرياضيات مع المعتقدات الفلسفية والصوفية. على سبيل المثال، لخص نيقوماخس وجهة نظر نهج فيثاغورس السابق للأرقام، وعلاقاتها ببعضها البعض، في عمله مقدمة في الحساب.
استخدمت الأرقام اليونانية من قبل أرخميدس وديوفانتوس وآخرين في التدوين الموضعي، إذ لا يختلف كثيراً عن التدوين الحديث. افتقر الإغريق القدماء إلى رمز الصفر حتى العصر الهلنستي، واستخدموا ثلاث مجموعات منفصلة من الرموز كأرقام: مجموعة واحدة لمكان الوحدات، وواحدة لخانة العشرات، وواحدة للمئات. لمكان الآلاف، وما إلى ذلك. كانت خوارزمية الإضافة الخاصة بهم مطابقة للطريقة الحديثة، وكانت خوارزمية الضرب الخاصة بهم مختلفة قليلاً فقط. كانت خوارزمية القسمة المطولة الخاصة بهم هي نفسها، وخوارزمية الجذر التربيعي المكونة من رقم برقم، والتي شاع استخدامها مؤخراً في القرن العشرين، كانت معروفة لأرخميدس (الذي ربما اخترعها). لقد فضلها على طريقة هيرن في التقريب المتتالي لأنه بمجرد حسابها، لا يتغير الرقم، وتنتهي الجذور التربيعية للمربعات الكاملة، مثل 7485696، على الفور بـ2736. بالنسبة للأرقام التي تحتوي على جزء كسري، مثل 546.934، استخدموا قوى سالبة للعدد-60 بدلاً من قوى سالبة مقدارها 10 للجزء الكسري 0.934.
كان لدى الصينيين القدماء دراسات حسابية متقدمة تعود إلى عهد أسرة شانغ وتستمر حتى عهد أسرة تانغ، من الأعداد الأساسية إلى الجبر المتقدم. استخدم الصينيون القدماء تدويناً موضعياً مشابهاً لذلك الذي استخدمه الإغريق. نظراً لأنهم يفتقرون أيضاً إلى رمز الصفر، فقد كان لديهم مجموعة واحدة من الرموز لمكان الوحدات ومجموعة ثانية لمكان العشرات. بالنسبة لخانة المئات، أعادوا استخدام الرموز الخاصة بمكان الوحدات، وهكذا. استندت رموزهم على قضبان العد القديمة. الوقت الدقيق الذي بدأ فيه الصينيون الحساب مع التمثيل الموضعي غير معروف، على الرغم من أنه من المعروف أن التبني للنظام الحسابي بدأ قبل 400 قبل الميلاد. كان الصينيون القدماء هم أول من اكتشف وفهم تطبيق الأعداد السالبة. شُرح ذلك في عمل «تسعة فصول عن الفن الرياضي» (Jiuzhang Suanshu)، والتي كتبها ليو هوي ويعود تاريخها إلى القرن الثاني قبل الميلاد.
ابتكر التطور التدريجي لنظام العد الهندي العربي بشكل مستقل مفهوم القيمة المكانية والتدوين الموضعي، والذي يجمع بين الطرق الأبسط للحسابات مع قاعدة عشرية، واستخدام رقم 0 يمثل الصفر، وهذا سمح للنظام بتمثيل الأعداد الصحيحة الكبيرة والصغيرة كليهما باستمرار، نهج استبدل في النهاية جميع الأنظمة الأخرى. في أوائل القرن السادس الميلادي، أدرج عالم الرياضيات الهندي أريابهاتا نسخة موجودة من هذا النظام في عمله، وجرب رموزاً مختلفة. في القرن السابع، أسس براهماغوبتا استخدام 0 (الصفر) كرقم منفصل، وحدد نتائج الضرب والقسمة والجمع والطرح للصفر وجميع الأرقام الأخرى (باستثناء نتيجة القسمة على الصفر). قال معاصره الأسقف السرياني ساويرا سابوخت (650 للميلاد): «يمتلك الهنود طريقة حساب لا يمكن لأي كلمة أن تمدحها بما فيه الكفاية. نظامهم المنطقي في الرياضيات، أو أسلوبهم في الحساب. أعني النظام الذي يستخدم تسعة رموز». تعلم العرب أيضاً هذه الطريقة الجديدة وأطلقوا عليها اسم «حساب».
على الرغم من أن كودكس فيجيلانوس [الإنجليزية] وصف شكلاً مبكراً من الأرقام العربية (بإهمال 0) بحلول عام 976 بعد الميلاد، كان ليوناردو فيبوناتشي من بيزا مسؤولاً بشكل أساسي عن نشر استخدامها في جميع أنحاء أوروبا بعد نشر كتابه ليبر أباتشي في عام 1202م. «تفوق طريقة الهنود (الطريقة اللاتينية إندوروم) على أي طريقة معروفة للحساب. إنها طريقة رائعة. يقومون بحساباتهم باستخدام تسعة أرقام والرمز صفر».
في العصور الوسطى، كان الحساب أحد الفنون المتحررة السبعة التي يتم تدريسها في الجامعات.
كان ازدهار علم الجبر في العالم الإسلامي في العصور الوسطى، وكذلك في عصر النهضة في أوروبا، نتيجة للتبسيط الهائل للحسابات من خلال التدوين العشري.
تم اختراع أنواع مختلفة من الأدوات واستخدامها على نطاق واسع للمساعدة في الحسابات الرقمية. قبل عصر النهضة، كانت أنواع مختلفة من المعدادات. تتضمن الأمثلة الأكثر حداثة المسطرة الحاسبة والرسوم التوضيحية والآلات الحاسبة الميكانيكية، مثل حاسبة باسكال. في الوقت الحاضر، حلت محلها الآلات الحاسبة الإلكترونية وأجهزة الحاسوب.

## المبرهنة الأساسية في الحسابيات
تنص المبرهنة الأساسية في الحسابيات على أن كل عدد صحيح طبيعي غير منعدم يمكن كتابته على شكل جداء أعداد أولية، وهذه الكتابة فريدة. على سبيل المثال، يحتوي 252 على عامل رئيسي واحد فقط:
252 = 22 × 32 × 71
قدمت عناصر إقليدس لأول مرة هذه النظرية، وقدمت برهانًا جزئيًا (يسمى موضوعة إقليدس). أثبتت المبرهنة الأساسية في الحسابيات لأول مرة بواسطة كارل فريدريش غاوس.
المبرهنة الأساسية في الحسابيات هي أحد أسباب عدم اعتبار 1 عددًا أوليًا. تشمل الأسباب الأخرى غربال إراتوستينس، وتعريف العدد الأولي نفسه (عدد طبيعي أكبر من 1 لا يمكن تشكيله بضرب عددين طبيعيين أصغر).

## العمليات الحسابية

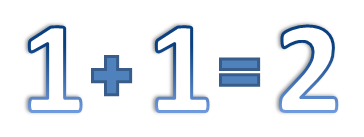
مثال لعملية الجمع

العمليات الحسابية الأساسية هي الجمع والطرح والضرب والقسمة، وقد يندرج تحتها أيضا حسابيات النسب المئوية وبشكل غير مباشر الجذور ووالأسس واللوغاريتمات، ويتم القيام بالعمليات الحسابية طبقًا لترتيب العمليات، ويمكن القيام بأي مجموعة من العمليات الأربعة في نفس الوقت باستثناء حالة القسمة على الصفر.

### ترتيب العمليات الحسابية
عادة يستخدم في المعادلة الرياضية ما يسمى بالعمليات (الضرب والقسمة والجمع والطرح والأس والجذر وغير ذلك) ولكن عند حل أي معادلة هناك قواعد يجب الالتزام بها حتى يكون حل المعادلة صحيحًا، وهذه القواعد يستخدمها الحاسوب أيضًا، ومن هذه القواعد إعطاء الأولويات.
دائما نبدأ بالقيم التي تكون بين الأقواس، ثم الأسس، وبعد ذلك الضرب والقسمة ثم الجمع والطرح.
مثال:
6 - 1 * 0 + 2 / 2 =
6 - 0 + 2 / 2 =
6 - 0 + 1 =
6 + 1 = 7